# Andrzej Kamiński (dominikanin)
Andrzej Kamiński OP (ur. 15 lipca 1955 w Tarnowie) – polski dominikanin, kaznodzieja, duszpasterz, obecnie pracuje na Ukrainie.

## Życiorys
Kształcił się w Technikum Mechanicznym w Kielcach, a potem na Wydziale Mechanicznym Politechniki Świętokrzyskiej. Po dwóch latach studiów, w 1977 r. wstąpił do Zakonu Dominikanów. Święcenia kapłańskie przyjął 18 czerwca 1984 r. Studia odbył w Kolegium Filozoficzno – Teologicznym Dominikanów w Krakowie, a potem na Papieskim Wydziale Teologicznym w Poznaniu, gdzie otrzymał stopień licencjacki z teologii ekumenicznej.
W latach 1984–1997 był kolejno: submagistrem w nowicjacie w Poznaniu, submagistrem braci kleryków w Krakowie, magistrem w Warszawie, magistrem w Krakowie. W 1997 r. został wikariuszem generalnym Wikariatu Generalnego Rosji i Ukrainy. Funkcję tę sprawował przez dwie kadencje, do 2005.
W roku akademickim 2002/2003 oraz 2010/2011 był dyrektorem Instytutu św. Tomasza w Kijowie (filia Uniwersytetu Angelicum w Rzymie). Obecnie przełożony domu w Jałcie. Prowadzi na Ukrainie rekolekcje Lectio Divina
Od 2005 r. prezes zarządu Stowarzyszenia Ewangelizacji przez Media „LIST”.
Publikuje w Miesięczniku LIST i w „BIBLII Krok po Kroku”.